# Jim Walton
Jim Walton, właściwie James Carr Walton (ur. 7 czerwca 1948 w Newport) – amerykański biznesmen, spadkobierca fortuny Walmart, największego na świecie sprzedawcy detalicznego. Według Bloomberg Billionaires Index w sierpniu 2021 był 16. najbogatszą osobą na świecie, z majątkiem 64,4 mld. USD. Jest najmłodszym synem Sama Waltona.